# Ruth Aspöck
Ruth Aspöck ( Salzburgo, 7 de febrero de 1947) escritora alemana afincada en Viena.
Estudió arte dramático y filología germánica en Viena y Linz y viajó por países como Cuba para terminar su formación. Es la fundadora de la revista vienesa femenina Auf.

## Obra
- Der ganze Zauber nennt sich Wissenschaft (1982)
- Emma oder Die Mühen der Architektur. Die Geschichte einer Frau aus Wien (1987)
- Ausnahmezustand für Anna (1992)
- Wo die Armut wohnt.  (1992)
- Tremendo swing. Die achtziger Jahre in Kuba (1997)
- Gedichtet. Prosaische Lyrik (1995)
- Muttersöhnchenmärchen (1996)
- (S)Trickspiel (2003)
- Kannitverstan (2005)